# Itame cerataria
Itame cerataria är en fjärilsart som beskrevs av Achille Guenée 1858. Itame cerataria ingår i släktet Itame och familjen mätare. Inga underarter finns listade i Catalogue of Life.